# Lucius Scribonius Libo (Konsul 34 v. Chr.)
Lucius Scribonius Libo (* um 90 v. Chr.?) war ein römischer Politiker und Feldherr am Ende der Republik.
Er ist um 62 v. Chr. als Münzmeister bezeugt und war möglicherweise 56 v. Chr. Volkstribun. Im Bürgerkrieg war er 49 v. Chr. Legat des Gnaeus Pompeius Magnus und kommandierte gemeinsam mit Marcus Octavius Flotteneinheiten in der Adria, mit denen er Publius Cornelius Dolabella eine Niederlage beibrachte und Gaius Antonius gefangen nahm. Nach dem Tod des Marcus Calpurnius Bibulus 48 v. Chr. übernahm er das Kommando der pompeianischen Flotte, konnte aber nicht verhindern, dass Marcus Antonius von Brundisium nach Griechenland übersetzte.
Nach der Schlacht von Pharsalos zog sich Libo für einige Jahre ins Privatleben zurück. Als ihn die Triumvirn 43 v. Chr. proskribierten, ging er zu seinem Schwiegersohn Sextus Pompeius nach Sizilien, dessen wichtiger Berater er in den folgenden Jahren war. Libo vermittelte die Ehe seiner Schwester Scribonia mit Octavian (dem späteren Augustus), die zu einer Annäherung zwischen Sextus Pompeius und den Triumvirn führte. Im Vertrag von Misenum 39 v. Chr. war er als Konsul für das folgende Jahr vorgesehen, konnte das Amt nach erneutem Ausbruch des Bürgerkriegs aber nicht antreten. Nach dem Tod des Pompeius 35 v. Chr. schloss Libo sich Marcus Antonius an, mit dem zusammen er das Konsulat 34 v. Chr. bekleidete.
Seine Enkel (nach älteren Rekonstruktionen Söhne) waren Lucius Scribonius Libo, Konsul 16 n. Chr., und Marcus Scribonius Libo Drusus, der 16 n. Chr. wegen Verschwörung gegen Tiberius angeklagt wurde.